# ヤブラニツァ郡

ヤブラニツァ郡
Јабланички округ
Jablanički okrug

ヤブラニツァ郡（ヤブラニツァぐん、セルビア語:Јабланички округ / Jablanički okrug）は、セルビアの郡。中心地はレスコヴァツ。2022年の国勢調査による人口は184,502人である。

## 基礎自治体
郡には6つの基礎自治体がある。
- レスコヴァツ（Leskovac）
- ボイニク（Bojnik）
- レバネ（Lebane）
- メドヴェジャ（Medveđa）
- ヴラソティンツェ（Vlasotince）
- ツルナ・トラヴァ（Crna Trava）

## 人口
2002年の国勢調査による民族別の人口構成は次の通りである。
- セルビア人 = 225,092 人
- ロマ = 9,900人
- アルバニア人 =  2,841人

## 文化的遺産
この地域の歴史的遺産としては、マラ・コパスニツァ（Mala Kopasnica）にある2世紀の古代ローマのネクロポリスや、古代ローマ末期からビザンティン初期にかけての町ツァリチン・グラード（Caričin Grad、あるいはユスティニアナ・プリマ Iustiniana Prima）、1499年に修道女クセニヤ（Ksenija）の寄付によって立てられたヤスニスキ修道院（Jasunjski）、16世紀の前駆受洗イオアン聖堂などがある。

## 経済
ヤブラニツァ郡の有力産業には、Zdravlje A.D.による医薬・化学工業、軟化スズ板を生産するPobeda、Tomako、食肉生産のMesokombinat、Letex繊維産業、Nevena化粧品などがある。